# Liste der Mitglieder der National Academy of Sciences/1921
Im Jahr 1921 wählte die National Academy of Sciences der Vereinigten Staaten 17 Personen zu ihren Mitgliedern.

## Neugewählte Mitglieder
- William Bateson (1861–1926)
- Frank M. Chapman (1864–1945)
- Christiaan Eijkman (1858–1930)
- William L. Emmet (1859–1941)
- William D. Harkins (1873–1951)
- Ales Hrdlicka (1869–1943)
- Arthur Kennelly (1861–1939)
- William G. MacCallum (1874–1944)
- Dayton C. Miller (1866–1941)
- George Miller (1863–1951)
- Benjamin Lincoln Robinson (1864–1935)
- Vesto M. Slipher (1875–1969)
- Lewis Stillwell (1863–1941)
- Donald D. Van Slyke (1883–1971)
- Thomas Vaughan (1870–1952)
- Henry Washington (1867–1934)
- Robert S. Woodworth (1869–1962)